# 塩見大治郎
塩見 大治郎（しおみ だいじろう、1947年6月2日 - ）は、日本の歌手。

## 人物
1967年、同志社大学に在学中、杉田二郎（12弦ギター）、細原徹次郎（ベース）とフォーク・バンド「ジローズ」を結成してギターを担当。彼等はシングル一作を発表して1968年に解散。
CBS・ソニーレコードから歌手としてソロ活動を開始。1970年1月から放送が開始されたNHK総合テレビジョンの音楽番組『ステージ101』に、レギュラー出演グループ「ヤング101」の第一期生として出演。1974年の番組終了までヤング101に在籍した数少ないメンバーの一人で、同年3月31日の最終回ではヤング101代表として挨拶した。一方、ソロ活動を継続してシングル3作を発表した。
以後はソロ活動に専念。1975年に広島東洋カープの球団歌『それ行けカープ 〜若き鯉たち〜』を歌っている。

## 主な曲

### ソロ

#### シングル
| レコード会社 規格品番 発売日   | 面 | 曲名                 | 作詞        | 作曲    | 編曲    |
| ------------------------------ | -- | -------------------- | ----------- | ------- | ------- |
| CBSソニー SOLA-49 '72年9月21日 | A  | 愛のゆくえを知らない | 山上路夫    | 川口真  | 川口真  |
| CBSソニー SOLA-49 '72年9月21日 | B  | 夕陽の駅で           | 山上路夫    | 川口真  | 川口真  |
| CBSソニー SOLB-17 '73年4月1日  | A  | 青空の悲しみ         | 山上路夫    | 川口真  | 川口真  |
| CBSソニー SOLB-17 '73年4月1日  | B  | 叫んでみたい         | 山上路夫    | 川口真  | 川口真  |
| CBSソニー SOLB-110 '74年2月1日 | A  | 別れのドラマ         | 有馬三恵子  | H. Ohta | 高田弘  |
| CBSソニー SOLB-110 '74年2月1日 | B  | フライング・ハイ     | J. Friedson | H. Ohta | H. Ohta |

#### アルバム
- 愛のゆくえを知らない / 若い旅（SOLJ-41）[4]

### ステージ101
- 若い旅

### 広島東洋カープ球団歌
- それ行けカープ 〜若き鯉たち〜
- 勝て勝てカープ
- ヴィクトリー・カープ
- CARP讚歌

### アニメ
- 闘士ゴーディアン（『闘士ゴーディアン』OP）
- 希望に向かって走れ（『闘士ゴーディアン』ED）

### 映画
- 男組夜明けのバラード（『男組』主題歌）
- 昭和の風雲児（『男組』イメージソング）

### ドラマ
- 愛の星（『おやこ刑事』主題歌）
- おやこ刑事（『おやこ刑事』挿入歌）

### カバー
- およげ!たいやきくん（ひらけ!ポンキッキ）
- いっぽんでもニンジン（ひらけ!ポンキッキ）
- パンダがなんだ（ひらけ!ポンキッキ）
- とべ! グレンダイザー（『UFOロボ グレンダイザー』OP）
- 宇宙鉄人キョーダイン（『宇宙鉄人キョーダイン』OP）
- ダッシュ！マシンハヤブサ（『マシンハヤブサ』OP）
- 輝く太陽カゲスター（『ザ・カゲスター』OP）
- コン・バトラーVのテーマ（『超電磁ロボ コン・バトラーV』OP）

## 主な出演
- ステージ101（1970年1月10日 - 1974年3月31日、NHK総合テレビジョン） - ヤング101
- みんなの音楽（1973年、NHK教育テレビジョン）
- 思い出のメロディー（1993年8月14日・2002年8月10日、NHK総合テレビジョン） - 元ヤング101[注釈 3]
- 新・BS日本のうた（2016年3月6日、NHK BSプレミアム） - 元ヤング101[注釈 4]